# Сулевипоэг
Су́левипоэг (эст. Alevipoeg), в русском переводе также Су́лев, Су́лев-сын, Су́лев-муж — персонаж эстонского народного эпоса «Калевипоэг». Спутник и друг Калевипоэга. Упоминается в тринадцатой, пятнадцатой, шестнадцатой, семнадцатой, девятнадцатой и двадцатой песнях эпоса.

## Песнь тринадцатая
Возвращение с досками * В подземном царстве * Девушки в аду
Когда Калевипоэг веселится и играет в аду с тремя сёстрами, обещает он высвободить их из плена Рогатого и выдать замуж за своих друзей:
Женихов для вас найду я,
Всем троим я стану сватом:
Пусть одну полюбит Сулев,
Алев выберет другую,
Третью — мой оруженосец.

## Песнь пятнадцатая
Бесы преследуют Калевипоэга * Олев-зодчий * Судьба девушек, освобождённых витязем
Калевипоэг, отбиваясь от бесов, несёт на себе тяжёлую поклажу и трёх сестёр, которых он освободил из плена Рогатого. Придя домой, он отдаёт сестёр Алевипоэгу «под покров и защиту» и говорит тому, чтобы позвал он к девушкам сватов.  Младшую сестру сватает сам Алевипоэг, старшую сестру выбирает себе в жёны Сулевипоэг, а средняя остаётся непросватана. Колдун Туслар, узнав об этом, похищает её, чтобы сделать своей женою, но свояки отправляются спасать девушку:
Сулев-сын друзей сзывает,
Алев-сын берёт оружье,
Скачет конная дружина
Против силы чародейской,
Чтоб спасти сестру их плена,
Вырвать из когтей коварных!
Алевипоэг и Сулевипоэг спасают девушку из плена, Туслара убивают, а его дом поджигают. Девушку сватает за себя градостроитель Олевипоэг.

## Песнь шестнадцатая
Постройка корабля и отплытие * Путешествие на край света * Лапландия и Варрак
Калевипоэг строит серебряный корабль «Леннук» и собирает команду, чтобы поплыть на нём на край света, на «крайний север». На его зов откликаются и самые близкие его друзья:
Вот уж едет к морю Сулев,
Вот и Алев едет к морю,
Дан приказ оруженосцу
Собираться в путь-дорогу.
Их проводником становится Варрак — чародей и мудрец с берега Лапу.
«Леннук» преодолевает водную пучину и плывёт «на крайний север». Когда забрезжил находящийся у края света остров Искр, где стояли три горы, из которых вздымались столбы огня и клубились тучи дыма, Варрак уговаривает Калевипоэга не идти туда. Сулевипоэг просит отпустить его одного:
Тут сказал отважный Сулев:
— Вы меня пустите, братья,
Одного — огню навстречу,
Одного — навстречу дыму.
Я пройду по той дороге,
Что бессильным не под силу,
Что погибельна для слабых.
Корабль на вёслах подходит к скале, и Сулевипоэг в кольчуге отправляется в сторону огненных гор:
Сулев шёл навстречу дыму,
Путь держа на пламя ада.
Пробирался он всё ближе
К дымноогненному чуду,
Разглядеть его стараясь...
Камни огненные с треском
Разбивались о кольчугу,
Смертью Сулеву грозили.
Но шагал неустрашимо
Сулев к огненному зеву,
Шёл вперёд, пока в кольчуге
Грудь его не задымилась,
Не обуглились ресницы,
Брови пеплом не опали.
Тут промолвил славный Сулев:
— Взяли б черти эту гору,
Что без пользы мечет пламя!
Сколько бань согреть смогла бы,
Сколько вытопить овинов!
Как ей рады были б дома,
В тех местах, где на семейку
Сажень дров едва досталась!
Сулевипоэг возвращается к «Леннуку» и дружина плывёт дальше. Перед выходом на очередной берег Калевипоэг решает немного отдохнуть:
На корме улёгся Калев
Вместе с Сулевом усталым
Подремать под ясным солнцем.
Алев, спящих охраняя,
Стал над ними настороже.

## Песнь семнадцатая
Калевипоэг в походе * Битва с чужеземцами в Ассамалле * Происшествие у адского котла * Танец дочерей Муру
После того, как Калевипоэг отказался от затеи дойти до края света и, после разных приключений и сражений, вернулся домой, в Лалли, у эстов начинается «золотое время счастья». Олевипоэг строит Линданисе, Алевипоэг строит крепость, Сулевипоэг строит город:
Сулев-сын поставил город
Укреплённый в Алутага —
Третью мощную твердыню
И убежище от бедствий.
Но приходят гонцы с вестями, что по морю приплыли враги. Калевипоэг собирает воинов и скачет на коне к Виру. По дороге туда, на широком поле в Ассамалле, встречают они часть недругов:
Сулев ринулся на битву.
Алев-сын на вражью силу
С одного ударил края,
Олев-сын — с другого края,
Богатырь Калевипоэг...
Врезался в средину боя...
В страшном бою поле покрывается холмами трупов. Дружина Калевипоэга одерживает победу и делит между собой добычу: золото, серебро и медь.

## Песнь девятнадцатая
Калевипоэг заковывает Рогатого в цепи * Счастливые времена * Празднество и книга мудрости * Вести о войне
Калевипоэг в тяжёлой битве побеждает Рогатого в аду, и заковывает его в цепи. В тайниках Рогатого набирает он четыре мешка с золотом, взваливает на плечи и пускается в обратный путь, к родному дому. Дома он пирует с друзьями. Но тут приходит Варрак с напоминанием о том, что в награду за его помощь по пути на край света Калевипоэг обещал клад, прикованный цепями в старой башне. Оказывается, речь идёт о книге мудрости — книге, которую Калев надёжно спрятал перед смертью, а его сын Калевипоэг о том позабыл. Калевипоэг соглашается отдать книгу, но друзья с ним не соглашаются:
Сулев с Калевом заспорил,
Олев начал препираться:
— Надо бы добро прощупать,
Прежде чем отдать в подарок!
Однако, Калевипоэг не хочет нарушать данное Варраку перед походом слово и отдаёт тому книгу мудрости.

## Песнь двадцатая
Сборы в поход * Битва * Послы железных людей * Кончина Калевипоэга * У ворот преисподней 
Приходят вести о начавшейся войне. Калевипоэг приказывает своим друзьям запрятать его богатства и заговаривает свой клад «заклятьем страшным». Затем, взяв копьё и щит тяжёлый, он выводит коня из стойла и созывает воинов на битву. Его войско сходится на берегу Эмы:
Сулев-муж явился первый
С ополчением отборным,
Следом Олев со своими.
И богатырей сильнейших
Вскоре множество явилось...
Идёт битва с железными воинами, и Сулевипоэг получает тяжёлое ранение:
Смертоносная секира
Сулеву в бедро вонзилась,
Мышцы до кости рассекла.
На землю с коня упал он,
На истоптанное поле.
Сулевипоэга выносят с поля боя, и его лечит знахарь заговорами и снадобьями. Дружина Калевипоэга отдыхает два дня, и тут приходят вести, что восточную границу перешли войска поляков и «воинственных литвинов», а за ними тучей идут татары. Войско Калевипоэга поднимается навстречу врагу.
Бой семь дней тяжёлых длился,
Семь ночей, без перерыва.
Много пало вражьей силы.
Но и в Калевовом войске
Не хватало половины.
Сулев, младший из собратьев
Молодым почил на ниве...
Люди, Сулева оплакав,
Тело предали сожженью
И воздвигли холм высокий,
И на том холме высоком
Пепел Сулева в кувшине
Валунами заложили.